# Apolonia de Alejandría

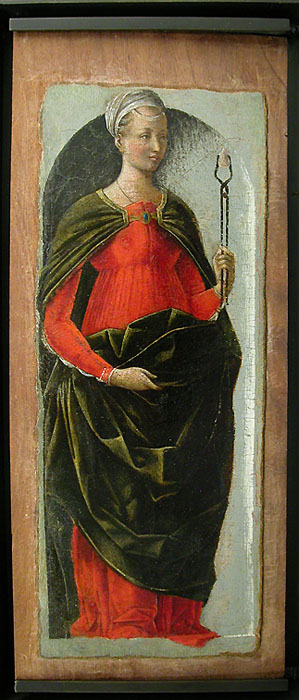
Ercole de' Roberti: Santa Apolonia, 1475.

Apolonia de Alejandría (griego: Αγία Απολλωνία; copto: Ϯⲁⲅⲓⲁ Ⲁⲡⲟⲗⲗⲟⲛⲓⲁ), conocida también como Santa Apolina, fue una de un grupo de vírgenes mártires que sufrieron en Alejandría durante un levantamiento local contra los cristianos antes de la persecución de Decio. Según la tradición de la iglesia, su tortura incluía antes de ser quemada en la hoguera, que se le martirizara con la extracción violenta o que se le rompieran los dientes. Por este motivo, popularmente se le considera la santa patrona de la odontología y de quienes padecen dolor de muelas u otros problemas dentales. El pintor de la corte francesa Jehan Fouquet pintó esta en El martirio de Santa Apolonia.

## Biografía
Hija de un calificado funcionario de Alejandría (en Egipto), quien nació en el año 200 y recibió una educación de excelencia. Además de contar con grandes aptitudes por el conocimiento, tenía a su disposición la Biblioteca de Alejandría, lo que reforzó sus dotes intelectuales. La tradición dice que Apolonia se convirtió al cristianismo al saber que su madre rezaba a la Virgen María para poder concebir. Predicó la fe cristiana durante toda su juventud y hasta su adultez lo que la llevó a ocupar uno de los grados máximos de la jerarquía católica: dictante de catequesis.
En el año 249 se le acusa de promover un levantamiento contra la autoridad romana. La sentencia fue el castigo corporal en la boca: destrucción de maxilares y las extracción de sus dientes.

## Origen del levantamiento
Los historiadores cristianos han proclamado que en los últimos años de mandato del emperador Filipo el Árabe (entre 244 y 249), durante las festividades para conmemorar el milenio de la fundación de Roma (tradicionalmente en 753 a. C., ubicando la fecha del milenario de la fundación cerca del 248) la furia de la muchedumbre alejandrina se convirtió en ira y cometieron sangrientas atrocidades contra los cristianos que las autoridades no se esforzaron por detener, luego de que uno de los poetas en la muchedumbre profetizara una calamidad.
Dionisio, el obispo de Alejandría (247-265), relata los sufrimientos de sus feligreses en una carta dirigida a Fabio, el obispo de Antioquía; algunos largos extractos de la carta se han preservado en Eusebius Historia Ecclesiae (yo: vi: 41). Después de describir cómo un hombre y una mujer cristianos, Metras y Quinta, fueron agarrados y asesinados por la muchedumbre —Metras fue martirizado clavándole clavos en los ojos; a Quinta se la obligó a rezarles a ídolos, aunque, en vez de adorarlos, los insultó; por esta razón la sacaron de la ciudad por los talones y la lapidaron—, y de cómo las casas de varios otros cristianos fueron saqueadas, Dionisio continúa:

En ese tiempo Apolonia, parthénos presbytis [probablemente se refiere al cargo de diaconisa], era considerada importante. Estos hombres la agarraron también y con repetidos golpes rompieron todos sus dientes. Entonces amontonaron palos y encendieron una hoguera afuera de las puertas de la ciudad, amenazando con quemarla viva si ella se negaba a repetir, después de ellos, palabras impías, como blasfemias contra Cristo o invocación a dioses paganos. Por petición propia, fue entonces ligeramente liberada, saltando rápidamente en el fuego, quemándose hasta la muerte.

## Patronazgo
En la Edad Media solía decirse que cuando se tuviera un dolor de muelas se rezaba a Santa Apolonia y el dolor desaparecía.
Es la Santa Patrona de los cirujanos dentistas, por lo que en su santo, el 9 de febrero, también se celebra el día de los odontólogos.

## Iconografía
Debido a la tradición según la cual le fueron extraídos los dientes, a santa Apolonia se la representa en la iconografía como una joven doncella sosteniendo en la mano unas tenazas, a veces con las tenazas y los dientes en una bandeja. Al ser mártir, también puede aparecer con la palma del martirio en la mano.